# コルネリア (小惑星)
コルネリア (425 Cornelia) は、小惑星帯に位置する大きな小惑星である。
オーギュスト・シャルロワがニースで発見した。大スキピオの娘コルネリア・アフリカナにちなんで名づけられたと考えられている。